# Autoérotisme
Au sens large, l'autoérotisme désigne un comportement sexuel où la satisfaction est obtenue en recourant uniquement à son propre corps. Sigmund Freud utilise le terme d'autoérotisme pour définir principalement la sexualité infantile.

## Historique
Le concept d'autoérotisme apparaît chez Sigmund Freud dans les Trois essais sur la théorie sexuelle (1905). Freud emprunte le terme au médecin et sexologue anglais Havelock Ellis.

## Psychanalyse

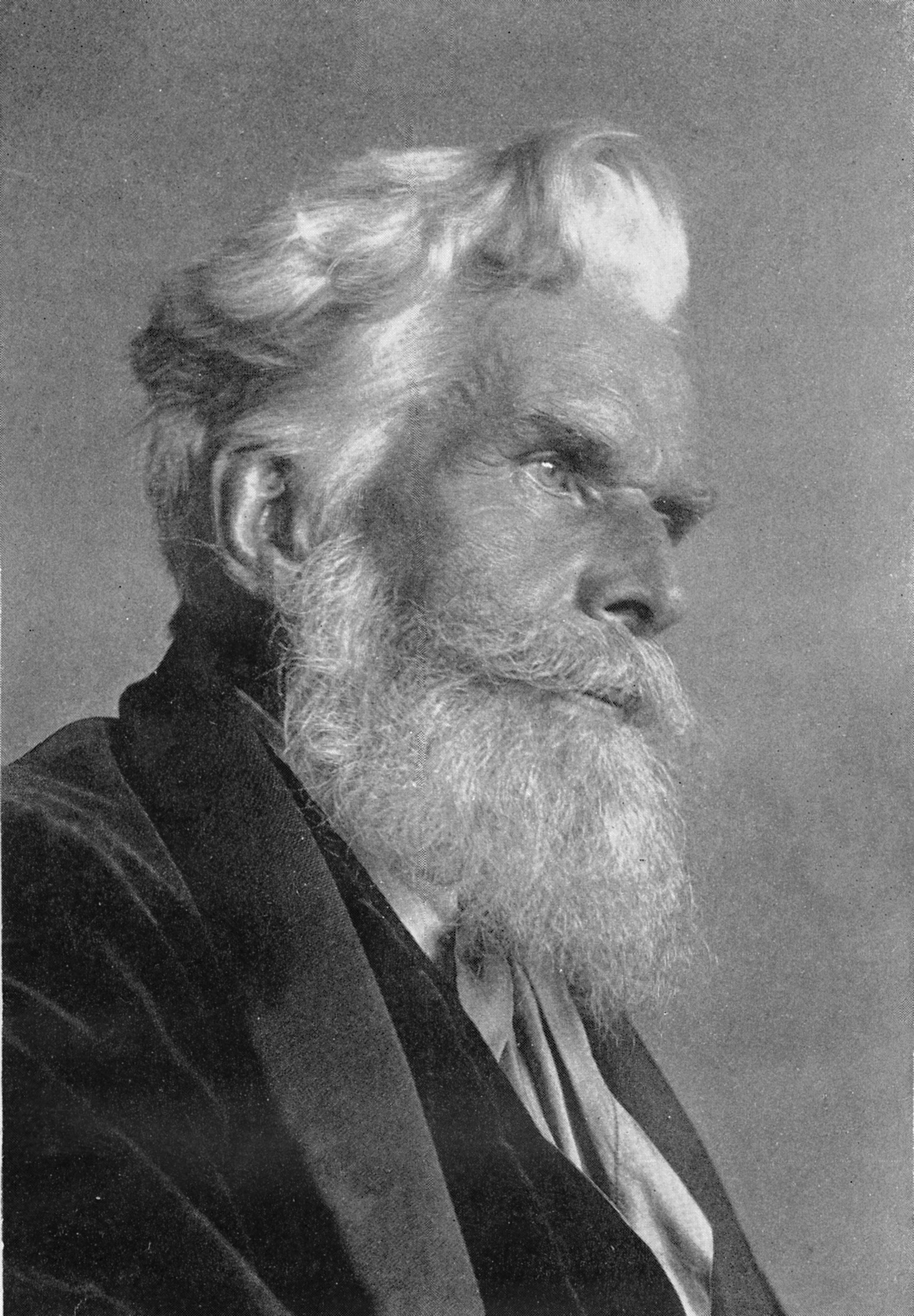
Havelock Ellis est à l'origine de la notion d'autoérotisme, reprise par Sigmund Freud.

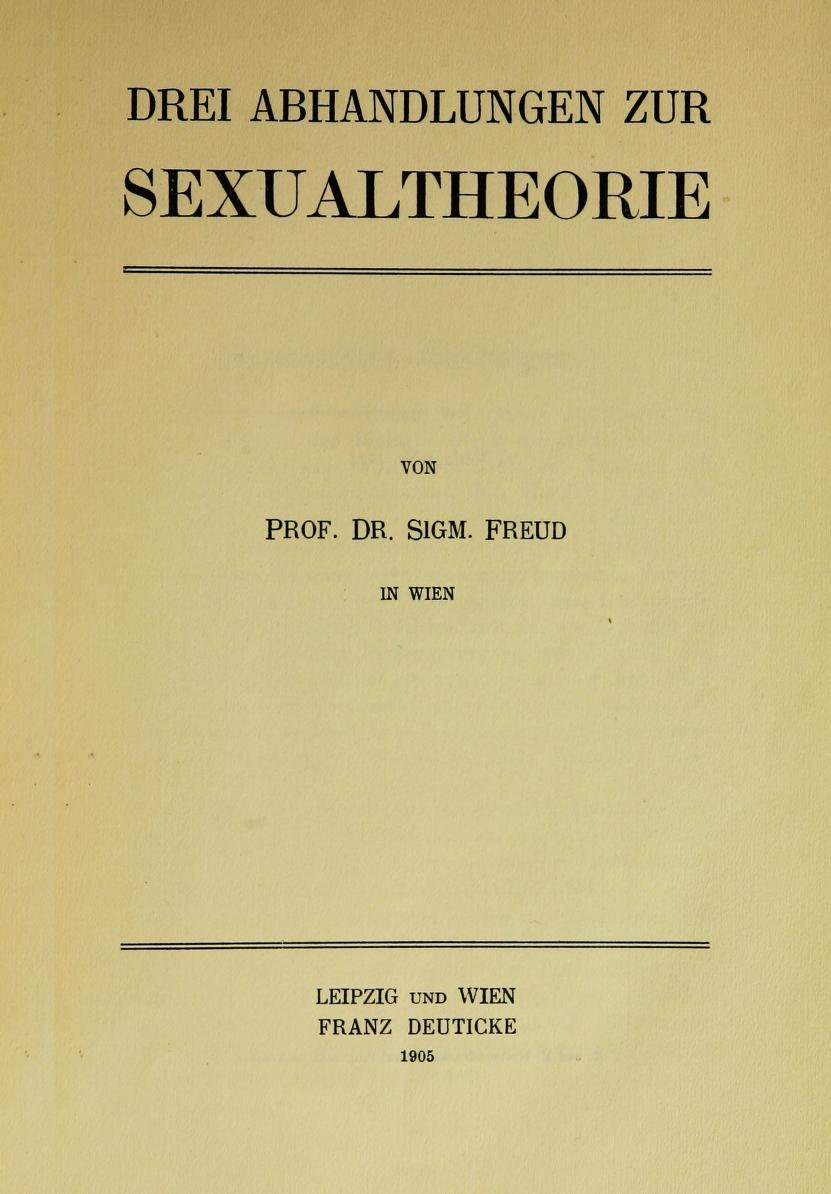
Dans les Trois essais sur la théorie sexuelle, le terme d'auto-érotisme est repris par Freud essentiellement pour définir la sexualité infantile.

Le terme d'auto-érotisme a été introduit par Havelock Ellis qui en donne la définition suivante : « J'entends par auto-érotisme les phénomènes d'émotion sexuelle spontanée produits en l'absence de tout stimulus externe soit direct, soit indirect »,. Au sens large, dont Ellis est proche, l'auto-érotisme désigne un comportement sexuel où, la satisfaction étant obtenue en recourant seulement à son propre corps et en l'absence d'un objet extérieur, on peut parler de la masturbation comme d'un comportement auto-érotique. Jean Laplanche et Jean-Bertrand Pontalis notent que, dans l'auto-érotisme, Havelock Ellis distingue déjà sa « forme extrême », le narcissisme comme « tendance que présente parfois l'émotion sexuelle [...] de s'absorber plus ou moins complètement dans l'admiration de soi-même »,. 
Sigmund Freud reprend le terme d'Ellis dans les Trois essais sur la théorie de la sexualité, 1905 (en allemand : Drei Abhandlungen zur Sexualtheorie), « essentiellement pour définir la sexualité infantile ».Trouvant l'acception de H. Ellis  trop large, « il définit l'auto-érotisme par le rapport de la pulsion à son objet » ; il écrit dans les Trois essais : « la pulsion  n'est pas dirigée vers d'autres personnes, ne connaît pas d'objet sexuel autre que le corps propre de l'enfant, elle est donc essentiellement auto-érotique ». Pour lui, « le but sexuel de la pulsion infantile consiste à provoquer la satisfaction par la stimulation appropriée de telle zone érogène choisie d'une façon ou d'une autre ». Les auteurs du Vocabulaire de la psychanalyse insistent sur cette thèse fondamentale des Trois essais : « la contingence de l'objet de la pulsion sexuelle », théorie n'impliquant pas au reste « l'affirmation d'un état primitif “anobjectal” ». Ainsi au stade oral, le suçotement, dont Freud fait le modèle de l'auto-érotisme, serait-il « secondaire à une première étape où la pulsion sexuelle se satisfait en étayage avec la pulsion d'auto-conservation (la faim) et grâce à un objet : le sein maternel ». C'est en se séparant de la faim et quand la pulsion orale perd son objet que la pulsion sexuelle devient auto-érotique.
Avec l'introduction du narcissisme en 1914, Freud franchit une étape supplémentaire, observe Roger Perron : en se constituant comme « objet » de sa propre satisfaction, il ne s'agit plus pour l'enfant, comme dans l'autoérotisme, de satisfactions de pulsions partielles « localisées à telle ou telle zone érogène, mais bien d'un début d'unification pulsionnelle et objectale ».

## Neurosciences, éthologie, anthropologie
Selon Serge Wunsch, chercheur en neurosciences, les activités autoérotiques, qui sont spontanées à presque tous les âges — dès le stade fœtal et quel que soit le contexte culturel —, sont les activités masturbatoires pratiquées solitairement. 
D'après les données neurobiologiques, éthologiques, ethnologiques et cliniques disponibles, le développement autoérotique dépend dans un premier temps essentiellement des apprentissages provoqués par les stimulations des zones érogènes primaires (organes génitaux externes), puis il est fortement influencé par les normes culturelles, qui peuvent être éducatives, plus ou moins permissives ou restrictives, voire répressives.
Selon ce contexte culturel, le développement autoérotique débutera dès la première année après la naissance, ou pour être fortement retardé, voire supprimé.

#### Psychanalyse
- Sigmund Freud, Trois essais sur la théorie sexuelle, Traducteurs: P. Cotet, F. Rexand-Galais, OCF.P, VI, Paris, PUF, 2006  (ISBN 2 13 053947 5) ; avec une préface de François Robert, PUF/Quadrige, 2010  (ISBN 978-2-13-057953-3)
- Paul Denis, « L’autoérotisme en défaut », Revue française de psychanalyse, 2018/3 (Vol. 82), p. 611-616. DOI : 10.3917/rfp.823.0611.  [lire en ligne]
- J. Laplanche et J.-B. Pontalis, Vocabulaire de la psychanalyse, Paris, PUF, 1967, 8e éd. :1984,  (ISBN 2 13 038621 0), entrée : « Auto-érotisme », p. 42-45.
- Roger Perron, « autoérotisme /alloérotisme », Dictionnaire international de la psychanalyse (dir. Alain de Mijolla),  Paris, Hachette Littératures, 2005, p. 173.

#### Sexologie, neurosciences, éthologie
- (en) Havelock Ellis, Studies in the Psychology of Sex, 1899, trad. fr. au Mercure de France, Paris, 5e éd., 1916, p. 227.
- Serge Wunsch, « Le développement des activités autoérotiques. Une analyse transdisciplinaire et transculturelle », Sexologies, vol. 26, no 1,‎ janvier 2017, p. 24–35 (DOI 10.1016/j.sexol.2016.09.002, lire en ligne, consulté le 17 mai 2022)